# Вервольф (партизанське формування)
Вервольф (нім. Werwolf, вовкулака) — партизанська організація, створена у Німеччині в кінці Другої світової війни. Мала протидіяти радянським і іншим союзним військам на окупованих німецьких територіях. У формуванні брали участь люди похилого віку і підлітки віком 14-16 років. Ополченці проходили короткий курс початкової військової підготовки, надання медичної допомоги, використання місцевості для ведення бойових дій, диверсійної тактики ведення бойових дій. 

## Історичні міфи
Досить поширеною думкою про «Вервольф» є слова деяких історіографів про те, що сам рух був виключно породженням геббельсівських пропагандистських гасел, і що насправді ці формування не здійснили жодної серйозної дії. Тему цих формувань нечасто порушували у світовій історіографії, від чого у громадськості склалося враження, що німецьке суспільство, яке опинилося під окупаційною владою союзників, було байдуже до 12-річної нацистської пропаганди. Багато авторів-істориків зміцнюють такі помилки.

## Міфи про діяльність організації
Одним із міфів радянської пропагандистської машини була інформація, яка розповсюджувалася серед радянських солдатів у Німеччині, що німецькі структури спеціально залишили в Берліні багато жінок з венеричними захворюваннями, для зараження бійців і офіцерів Червоної Армії. Наголошувалося, зокрема, що молоді дівчата, котрі входили до складу «Вервольфа», отримали від нацистів завдання завдавати всіляку шкоду радянським командирам, позбавляти їх здатності виконувати свої службові обов'язки.

## «Бюро Прютцмана»
19 вересня 1944 обергрупенфюрер СС Ріхард Гільдебрандт написав доповідну записку на ім'я Гіммлера, у якій пропонував створити партизанський загін СС, який би діяв у тилу наступаючої Червоної Армії. У записці вперше вживається слово «вервольф», яке запозичене, найімовірніше, з романтичної саги Германа Ленса (сага вийшла в 1910 році; оповідає про життя і боротьбу партизанського загону XVII століття, що діяв у районі Люнебурзької пустки). Оскільки роман став одним із найголовніших творів літератури в напрямку «Фелькіше», його тиражі були на другому місці в нацистській Німеччині після «Майн Кампф».
Райхсфюрер Гіммлер доручив обергрупенфюреру СС Гансу-Адольфу Прютцману, надавши йому особливих повноважень, формування бойових загонів «вервольфа». Досвід Прютцмана, отриманий ним під час «роботи» на окупованих землях України, а також досконале знання рідного для нього району Східної Пруссії допомогло йому в цій роботі.
Прютцман організував так зване «Бюро Прютцмана», розташоване в передмістях Берліна.

## Структура «Бюро Прютцмана»
- начальник штабу (нім. Chef des Stabes) — штандартенфюрер СС Карл Чирський
- начальник штабу (нім. Chef des Stabes) — бригадефюрер СС Вальтер Опландер
- загальні питання по навчанню та технічного забезпечення (нім. Werwolf-Training Amt) — бригадефюрер СА Зібель
- спеціаліст СС з питань пропаганди — штандартенфюрер СС Гюнтер Д'Альквен
- кадрові питання (нім. Werwolf-Personel-Amt) — штандартенфюрер СС Коттхаус
- відділ забезпечення (нім. Werwolf-Nachrichten Abteilung) — гауптман поліції Швайцер
- участь жінок у «Вервольфі» (нім. Werwolf-Weiblich Abteilung) — фрау Майшев (приєдналась навесні 1945).
- співпраця з частинами вермахту (нім. Vertreter) — генерал-лейтенант Юппе
- санітарний батальйон (нім. Werwolf-Sanität Abteilung) — доктор Хюнн

## Структура організації
Структура загонів, підпорядкування
- Зухгруппен — група пошуку.
- Шпренггруппен — група підриву
- Мелдунгенгруппен — група інформації.
- Ауфклерунгсгруппен — розвідувальна група.
- Інсурггруппен — організація повстань.

## Гасло
«Перетворимо день на ніч, а ніч — на день! Бий ворога, де б ти його не зустрів! Будь хитрим! Кради у ворога зброю, боєприпаси та продовольство! Німецькі жінки, допомагайте боротьбі „Вервольфу“, де це тільки можливо!»

## Тактика ведення бою
За спогадами Маршала Радянського Союзу Василя Чуйкова, стандартною тактикою вервольфів були такі дії: сховавшись у руїнах будівель або використовуючи для цього складний рельєф місцевості, вони пропускали поперед себе колону радянських військ, після чого пострілами з Фаустпатрона підбивали першу і останню машини. Після цього «вервольфи» відразу ж починали розстрілювати солдатів, які втратили можливість зробити швидкий маневр.

## Список деяких акцій (не повний і за невеликий проміжок часу)
- 15 травня 1945 року в районі ботанічного саду вбито трьох червоноармійців.
- 17 травня з руїн на Берлін-штрассе застрелений радянський офіцер.
- 3 липня 1945 року на дорозі Бєсков—Міксдорф вбито трьох військовослужбовців Червоної Армії і бургомістра села Міксдорф.
- 13 липня 1945 року група з 11 осіб обстріляла військову комендатуру Гросс-Бейштер.
- 18 липня 1945 року в Саксонії була підготовлена аварія потягу з демонтуванням обладнання.
- В ніч на 23 липня 1945 року атакована залізнична охорона біля Потсдамського мосту.
- 16 червня 1945 року вбито генерала Берзаріна — військового коменданта Берліна. Щоб не піднімати паніку серед червоноармійців, було озвучено, що він загинув у автокатастрофі.

## Фінал організації
В останні дні війни організацією поширювались листи і листівки з погрозами на адресу тих, хто відмовлявся підтримувати їх і сприяти їм: «Ми покараємо кожного зрадника і його сім'ю. Наша помста буде смертоносною!». У своєму першому виступі наступника на посту фюрера адмірал Карл Деніц наказав усім членам «вервольфа» припинити бойові дії і скласти зброю. Його наказ був виконаний не усіма відділами, деякі продовжили партизанські напади і диверсії аж до 1948 року.